# Rich Love
«Rich Love» — песня американской поп-рок группы OneRepublic и норвежского трио Seeb. Она была написана Брентом Катцлом и Райаном Теддером. Песня была выпущена 14 июля 2017 года лейблами Mosley Music Group и Interscope Records.

## Критический прием
Сабрина Финкельштейн из журнала Billboard описала эту песню как «гладкую и энергичную тропическую». «OneRepublic, занимающиеся танцевальной музыкой, делают летнюю пробку, мы можем отстать!». Катрина Рис из CelebMix почувствовала, что песня «заразительная» и «демонстрирует немного другую сторону OneRepublic». Она назвала песню «гладкой танцевальной дорожкой» и «отстраненной» от «типично антемного звука» OneRepublic с влиянием Seeb.. Карли Пауэлл из YourEDM расценил сингла как «еще одну песню мейнстрима» и почувствовала, что песня «почти слишком запоминающаяся благодаря репертуару OneRepublic популярной поп-музыки» и «почти невозможно не петь». Эрик Махал из EDM Sauce написал, что вокал «великолепный» и шелковистый, гладкий и естественный поток с великолепными аранжировками", и назвал трек «запоминающимся» и «солидным». Он чувствовал, что «мелодичные секции кажутся знакомы» с ремиксом Seeb — «Я принял пилюлю на Ибице», и что оригинальность песни не может быть сохранена. «В этом нет ничего плохого, мы просто знаем, что Seeb мог бы принести немного больше».. Кевин Апаза из Directlyrics назвал куплеты и припев «очень поп-фолком, Avicii-esque», а пост-припев является «инструментальным эффектом EDM». Он чувствовал, что песня «звучит несколько обобщенно в целом».

## Чарты
| Чарт (2017)                                | Высшая позиция |
| ------------------------------------------ | -------------- |
| Австрия (Ö3 Austria Top 40)                | 58             |
| Чехия (Singles Digitál Top 100)            | 60             |
| Германия (GfK)                             | 100            |
| Ireland (IRMA)                             | 63             |
| Norway (VG-lista)                          | 13             |
| Словакия (Singles Digitál Top 100)         | 53             |
| Sweden (Sverigetopplistan)                 | 18             |
| Швейцария (Schweizer Hitparade)            | 33             |
| США (Billboard Hot Dance/Electronic Songs) | 21             |